# Caso Marte Dalelv
Marte Deborah Dalelv (nascida em 1989 ou 1990) é uma mulher norueguesa que em 2013 recebeu a sentença de aprisionamento por 16 meses em Dubai, Emirados Árabes Unidos, por perjúrio, sexo extraconjulgal consensual (zina) e consumo de álcool. Originalmente, Dalelv havia denunciado um homem a polícia por estupro, mas retirou sua alegação dias depois, afirmando que a relação havia sido consensual. Durante o julgamento, ela alegou na corte que foi estuprada.
O chefe de Dalelv foi condenado a 13 meses de prisão por consumo de álcool e sexo consensual. Dalelv apelou sua sentença e seu novo julgamento foi marcado para setembro de 2013, mas foi perdoada em 22 de julho, alguns dias após o caso ser reportado na mídia norueguesa e chamar grande atenção da mídia global. O caso gerou rebuliço na mídia ocidental e nas redes sociais. Ativistas dos direitos humanos e políticos expressaram muitas críticas a como o sistema judiciário de Dubai lidou com o caso. Na Noruega, as primeiras críticas vieram do professor de estudos religiosos Dag Øistein Endsjø, e se focaram inicialmente na falta de reação do governo contra o que foi considerado como uma violação dos direitos humanos de um cidadão norueguês. O incidente ocorreu em março de 2013 e foi reportado pela primeira vez pela mídia norueguesa em 17 de julho.
Até o incidente, Dalelv trabalhava como decoradora de ambientes desde 2011 no Catar.

## Alegação de estupro e investigação

### Alegação de Dalelv
Dalelv estava trabalhando para a Al Mana Interiors, uma filial da THE One Total Home Experience, e foi para Dubai para uma reunião de negócios e em 6 de março saiu com seus colegas de empresa para o clube de um hotel na estrada Sheikh Zayed. De acordo com ela, foi uma noite longa e todos beberam muito. Então, por volta das três da manhã, ela pediu a um colega, um homem sudanês casado com três filhos chamado Hawari, (por vezes nomeado como HM ou HA por alguns veículos de mídia) para ajudá-la a chegar em seu quarto, pois estava muito bêbada. Mas ela foi levada ao quarto de Hawari e ele disse para ela que dormiria no sofá e que ela podia dormir na cama. Mais tarde, ela descreveu mais detalhes para a imprensa. De acordo com a Sky News, "[e]la disse que queria acalmar a situação, sentou-se e queria beber sua garrafa de água, e em seguida quis encontrar seu quarto sozinha, mas esta foi a última coisa que ela se lembra".
De acordo com seu relato, ela removeu suas roupas, exceto sua roupa íntima, e dormiu na cama enquanto HM dormiu no sofá. No dia seguinte, ela acordou por volta das 7:30 da manhã e percebeu que estava sendo estuprada. Ela afirmou ter tentado resistir ao ato, mas ele empurrou sua cabeça para baixo. O serviço de quarto bateu na porta para acordá-los e HM tentou acalmar a empregada do hotel enquanto Dalelv se vestia. Ele tentou bloquear sua passagem enquanto afirmava que "você queria fazer isso". Ela gritou e entrou em pânico, então HM se assustou e Dalelv escapou e correu para a recepção, onde disse que foi estuprada e pediu que chamassem a polícia.

### Denúncia
Dalelv fez sua denúncia inicial em 7 de março. De acordo com os registros policiais, ela disse ao policial que "[e]u bebi três copos de vodka, um mojito e uma cerveja quando estávamos no clube, e eu pedi [à pessoa] que me protegesse de tentativas de molestação". Ela também afirmou que pegou um taxi com os colegas, incluindo o suposto estuprador, ao hotel onde estavam hospedados, mas ela esqueceu a localização do seu quarto. Imagens do circuito fechado de televisão do hotel, que foram mostradas na corte, mostraram Dalelv entrando no quarto do seu colega com seu braço em volta da cintura do homem e descansou sua cabeça nos ombros dele. Os documentos da acusação diziam que ela admitiu que foi ela quem iniciou as atividades sexuais com o HA, e ele respondeu positivamente.
De acordo com Dalelv, também foi feito um exame forense para buscar evidências do estupro e um exame de sangue para checar o nível de álcool, ambos procedimentos padrão da polícia. Os policiais teriam perguntado para ela se a denúncia teria sido feita "porque ela não gostou" do ato. O exame forense confirmou que ela teve relações sexuais, mas não há mensões de violência física. Ainda de acordo com Dalelv, ela ficou sob custódia por três dias e que seu dinheiro e passaporte foram confiscados. Após quatro dias, lhe foi emprestada um cartão telefônico, e ela ligou para o seu padrasto na Noruega. Ele contatou a embaixada norueguesa nos Emirados Árabes Unidos e Dalelv foi liberada da cadeia, mas seu passaporte não foi devolvido.

### Retratação
Em 12 de março, seis dias depois da denúncia, Dalelv retornou à polícia para retratar sua acusação, afirmando que fez a denúncia "pois estava sob a influência de álcool". Ela afirmou para as autoridades que ambos tiveram relações sexuais consensuais.
Dalelv afirmou em entrevista que começou a suspeitar que a polícia não acreditou em sua história após a denúncia e que foi aconselhada pelo seu gerente a afirmar que as relações sexuais foram consensuais para evitar um julgamento na corte. De acordo com o jornal The National, um empregado da empresa teria afirmado que o caso era muito difícil de se provar, e a retratação facilitaria sua saída do país. A Al Mana Interiors afirmou que o conselho veio da polícia, e o gerente apenas o traduziu para o inglês. Outras fontes trazem que um porta-voz da empresa negou que ela tenha sido aconselhada a retratar-se.
Dalelv afirmou que  "[e]u não posso culpar mais ninguém além de mim, pois ninguém me forçou a dizer aquilo. Eu só queria não ter seguido o conselho". Em entrevista para a CNN, ela disse que "este é o meu maior arrependimento... eu só pensei que tudo aquilo iria acabar". Também afirmou que "Eu segui o conselho, mas depois que eu saí do Ministério Público, chorei. Eu me senti que eu era tão ruim quanto o que aconteceu pois vai contra tudo o que eu acredito e acreditei sobre dizer a verdade". Quando o caso chegou no júri, Dalelv voltou a dizer que havia sido estuprada.

## Sentença
Em julho de 2013, o Tribunal de Delitos de Dubai sentenciou Dalelv por falsa denúncia de estupro para a polícia, que a rendeu três meses de prisão, consumo de álcool, que rendeu um mês de prisão, e sexo extraconjulgal (Zina), que rendeu doze meses de prisão. Sua sentença foi, então, de 16 meses. Dalelv admitiu ter consumido bebidas alcoólicas, mas negou negou as outras acusações. Ela apelou a sentença e teve uma sessão marcada para o dia 5 de setembro de 2013. Seu advogado pediu que a corte referisse ao caso como perseguição pública e reinvestigasse sua alegação sobre o estupro, argumentando que "de acordo com o testemunho da polícia forense antes do julgamento, a possibilidade de estupro durante o sono de Dalelv não foi completamente eliminada. Apesar do relatório não ter confirmado o estupro, a probabilidade médica vai de acordo com a alegação da minha cliente de que H.A. a estuprou durante o sono".
H.A. declarou-se culpado de ter relações sexuais consensuais. Ele foi sentenciado a 13 meses de prisão por zina e consumo de bebidas alcoólicas.

## Demissão
Dalelv foi demitida do THE One Total Home Experience em abril por "comportamento inaceitável e impróprio durante sua última viagem de negócios para Dubai, que resultou em sua prisão pelas autoridades policiais dos EAU" e que seus atos "foram uma violação direta das políticas da empresa". H.A. também foi demitido. Após a demissão, Thomas Lundgren, proprietário da The One, relatou que ele e sua família passaram a receber mensagens de ódio.
Representativos de escolas norueguesas, incluindo a Westerdals School of Communication e Idefag School em Tønsberg, expressaram sua repulsa pelas ações da empresa e ameaçaram cessar cooperação com programas de recrutamento.
Em 21 de julho, a Al Mana Interiors declarou que estava trabalhando para libertá-la e que proveria suporte legal. Também afirmou que ela foi demitida pois "cessou as comunicações" com a empresa, e não pelas alegações de estupro.
Em 22 de julho, Thomas Lundgren afirmou que Dalelv foi demitida por um erro e que a empresa ofereceria os empregos de ambos Dalelv e H.A. de volta.

## Reações
Em 18 de julho, o professor Dag Øistein Endsjø criticou fortemente a reação das autoridades norueguesas, acusando o Departamento de Assuntos Exteriores de falhar em entender o caso como um problema de direitos humanos que envolvia o direito à privacidade. Ele também criticou o governo pelo silêncio ao governo dos EAU, como se o caso de Dalelv fosse apenas de um norueguês que tenha cometido um crime comum. O governo de Dag Terje Andersen (Partido Trabalhista) foi fortemente criticado por políticos de oposição, como Erna Solberg (Partido Conservador) e Andreas Halse (Juventude Socialista). A falta inicial de reação governamental também foi criticada pela Anistia Internacional da Noruega.
Após críticas, o Ministro de Relações Exteriores Espen Barth Eide criticou a pena, afirmando que "era claramente um conflito com nosso senso de justiça", e admitiu que era "problemática do ponto de vista dos direitos humanos". Em 19 de julho, Barth Eide declarou que "deve-se respeitar culturas diferentes, mas não violar direitos humanos. Entre eles, estão o direito da liberdade sexual e o controle do próprio corpo". A consultora do Ministério de Relações Exteriores da Noruega Kathrine Raadim afirmou que não retiraria o embaixador dos EAU.
O incidente causou furor nas redes sociais, com pessoas deixando comentários nas páginas do chefe de Dalelv, da THE One Total Home Experience e do Gabinete de Turismo de Dubai. Em 19 de julho, a empresa fechou seus comentários para a Noruega, Suécia e Dinamarca.
O caso também recebeu atenção internacional. Na Alemanha, foi reportado pela revista Der Spiegel e o tabloide Bild. Na França e no mundo francófono, o caso foi reportado pelo le Monde, le Figaro, e Euronews. No Reino Unido, foi reportado pela BBC. Nos Estados Unidos, foi reportado pela USA Today e pela New York Daily News. No Catar, foi reportado pela Al Jazeera. No Brasil, foi reportado pela Terra e pela Folha de S.Paulo. Alguns jornais reportaram que o caso se resolveria rapidamente, pois os EAU não estavam acostumados com a atenção internacional e dependia muito do turismo e empresas de outros países.

## Perdão
Após sua prisão, Dalelv recebeu "assistência consular" da embaixada da Noruega, como é de praxe para cidadãos noruegueses que são acusados de atividades criminais no exterior. O Ministério de Relações Exteriores da Noruega também "aconselhou as pessoas a situação legal do país que irão viajar pois o que elas consideram inocente pode ser ilegal em um país conservador".[carece de fontes?] Sua família e o consulado norueguês negociaram sua soltura, e ela se refugiou no Centro de Marinheiros Noruegueses em Dubai após pagar fiança.
Em 22 de julho, Dalelv foi perdoada. O perdão foi concedido pelo Sheikh Mohammed bin Rashid Al Maktoum, o Primeiro-Ministro e Vice-Presidente dos EAU e monarca constitucional de Dubai. De acordo com as leis do país, o perdão precisa ser concedido a todos envolvidos no caso. Por isso, H.A. também foi perdoado. Quando o perdão foi anunciado, o embaixador norueguês nos EAU disse que "[e]stamos felizes com o diálogo que tivemos com os EAU no nível político na semana passada. Vamos continuar trabalhando com os EAU e estamos gratos com o perdão concedido durante o Ramadão".
Marte Dalelv voltou à Noruega em 24 de julho.